# 巴西經濟
巴西經濟是一個自由市場經濟與出口導向型的經濟。其國內生產總值超過2萬億美元，是世界第8大經濟體，美洲第2大經濟體。若以購買力平價計算的話，其國內生產總值則達到3.1萬億美元，巴西在2011年超过英国成为世界第6大經濟體和美洲第2大經濟體。其人均國內生產總值在2007年已達到9000美元。2007年吸引了200億美元的資金投資該國。巴西的飛機制造業亦居于世界前列。但是近些年，巴西政局经济不稳定，货币经历大幅度贬值，2011年人均GDP曾达到13000美元以上，但2020年人均GDP已降至约7000美元左右。根据世界银行数据显示，巴西2021年人均GDP为7507.2美元。

## 概觀
巴西人口總數約為2億人，是拉丁美洲面積最大、人口最多、經濟實力也較強的國家，巴西鐵礦砂的儲量排名全球第5大，是全球第2大鐵礦砂出口國，鋁土的出產也僅次於澳洲，有較強工業潛力，鈾、錳、鎳等礦產也有潛在巨大存量，淡水資源約占全球淡水資源12%，因此也充分利用水資源發展水力發電，水力發電總量占全國發電量高達86.5%。
農業上咖啡、可可、甘蔗、玉米、大豆等產量都居全球之冠。畜牧牛的數量居世界第2，僅次於印度。政府著重經濟發展後貧窮線人口從2003年的28%減少到2010年的16%。然而政府對匯率管控能力較差，多年通膨率高漲，2011年巴西通膨率高達6.5%帶動多地物價飆升，貧窮人口生活較為痛苦，巴西里奧兌美元匯價自2005年以來升值了47%，來到近12年的新高點，重挫巴西出口的競爭力。自2014年年初以来，国际市场大豆的价格下跌约23%，铁矿石价格也跌去了四成。由于这两类产品在巴西出口中几近30%的比率，其价格下滑对出口将产生明显的负面影响。巴西官方机构估计2014年贸易顺差急剧减少。
工業上在飛機機體製造、生質能源領域較有長足發展，但電子業和精密工業基礎薄弱，重工業能力較為粗放也不理想，大致上還是居於天然物料出口的國際地位，政府近年採取系列稅負減免措施吸引電子業外資設廠，但是在法令規章繁瑣、稅負項目多又重、行政效率低落和多數地區基礎公共設施缺乏，都是較為難以短期改善的問題。根據世界經濟論壇統計，在全球144個國家中巴西的基礎設施排名為107。
巴西中产阶级人数已达1.2亿人，且增长迅速；其在2010年消费的处方药物价值已达80亿美元，其中大部分药品均为非专利药物，且巴西本國沒有具規模的製藥業，所以醫藥市場潛力巨大，只要外資取得投資資格或進口資格，幾乎只要將藥品運抵就保證能獲利，成為內需市場中最被外資看好的領域。

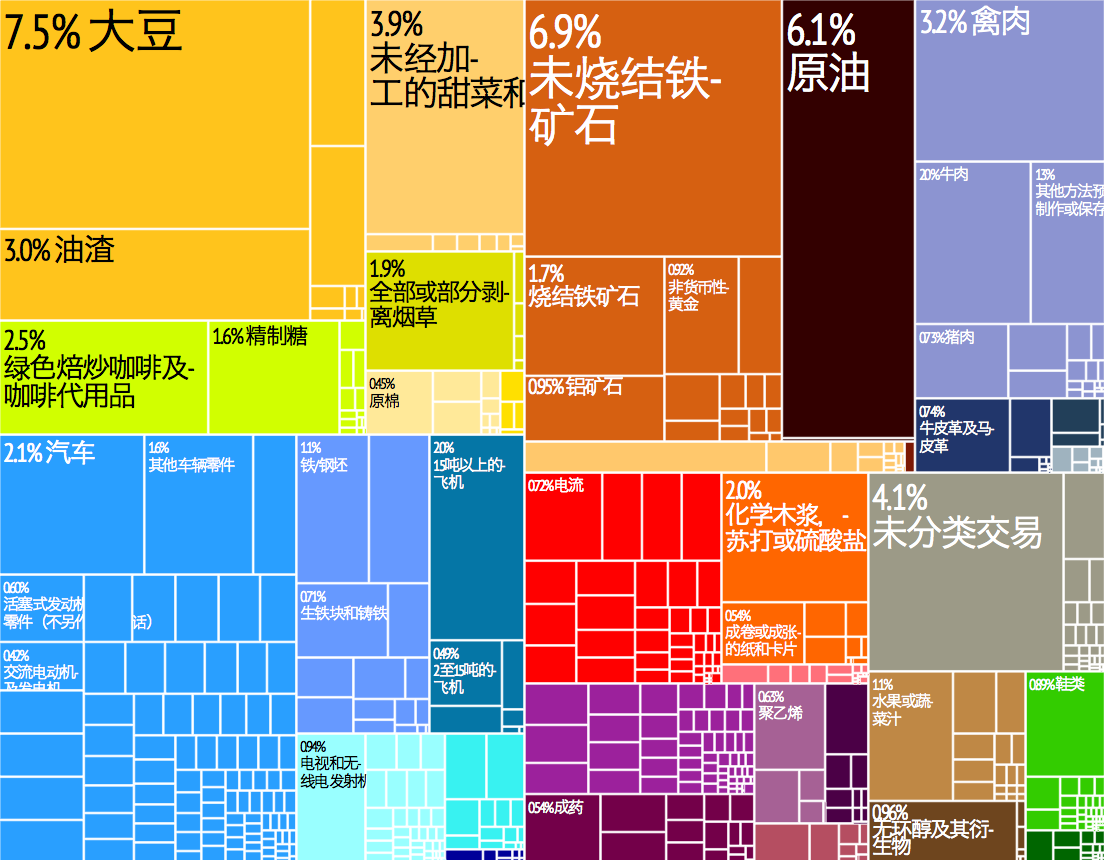
以28种颜色分类描述此国的产品出口，每种颜色盒代表一类产品。